# Anna Eleonora van Hessen-Darmstadt

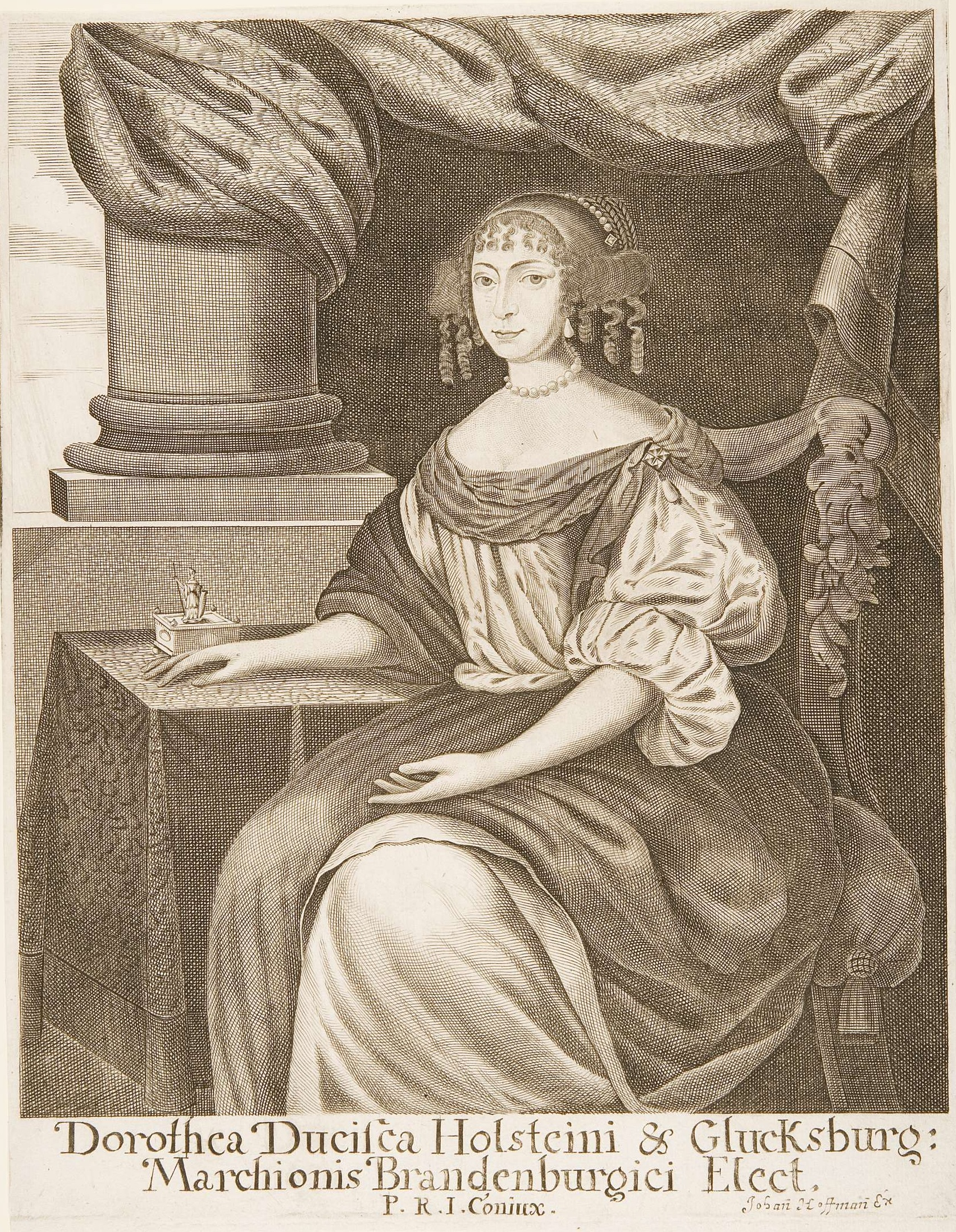
Anna Eleonora van Hessen-Darmstadt.

Anna Eleonora van Hessen-Darmstadt (Darmstadt, 30 juli 1601 - Herzberg, 6 mei 1659) was van 1634 tot 1641 hertogin van Brunswijk-Calenberg. Ze behoorde tot het huis Hessen-Darmstadt.

## Levensloop
Anna Eleonora was een dochter van landgraaf Lodewijk V van Hessen-Darmstadt uit diens huwelijk met Magdalena, dochter van keurvorst Johan George van Brandenburg.
Op 14 december 1617 huwde ze in Darmstadt met George van Brunswijk-Lüneburg (1582-1641), die in 1634 hertog van Brunswijk-Calenberg werd. Het huwelijk met Anna Eleonora had een grote invloed in Georges politiek in de Hessenoorlog tussen het huis Hessen-Darmstadt en het huis Hessen-Kassel om Hessen-Marburg. Ook probeerde hij de goede relaties die zijn schoonvader met het keizerlijke huis Habsburg had in zijn voordeel te gebruiken. Ook voerde Anna Eleonora een uitgebreide correspondentie met haar vader, vooral over politieke inhoud.
In zijn testament benoemde George Anna Eleonora, samen met zijn broer Frederik van Brunswijk-Lüneburg en zijn zwager Johan van Hessen-Braubach, tot voogdes van hun gezamenlijke zonen. Ook kreeg Anna Eleonora's broer Johan het opperbevel over de troepen van Brunswijk-Lüneburg.
Na de dood van haar echtgenoot in 1641 leefde Anna Eleonora tot aan haar eigen dood in haar weduweresidentie, het slot van Herzberg, waar ook al haar kinderen werden geboren. Ze overleed in mei 1659 op 57-jarige leeftijd en werd bijgezet in de Vorstelijke Crypte van de Stadskerk Sint-Marien in Celle.

## Nakomelingen
Anna Eleonora en haar echtgenoot George kregen acht kinderen:
- Magdalena (1620-1620)
- Christiaan Lodewijk (1622-1665), hertog van Brunswijk-Calenberg (1641-1648) en hertog van Brunswijk-Lüneburg (1648-1665)
- George Willem (1624-1705), hertog van Brunswijk-Calenberg (1648-1665) en hertog van Brunswijk-Lüneburg (1665-1705)
- Johan Frederik (1625-1679), hertog van Brunswijk-Calenberg (1665-1679)
- Sophia Amalia (1628-1685), huwde in 1643 met koning Frederik III van Denemarken
- Dorothea Magdalena (1629-1660)
- Ernst August (1629-1698), hertog van Brunswijk-Calenberg (1679-1692) en keurvorst van Hannover (1692-1698)
- Anna Maria Eleonora (1630-1666)